# Перегноев
Перегноев (укр. Перегноїв) — село в Глинянской городской общине Львовского района Львовской области Украины, расположено на реке Перегноевка.
Население по переписи 2001 года составляло 968 человек. Занимает площадь 2,195 км². Почтовый индекс — 80721. Телефонный код — 3265.